# Cryptus aridus
Cryptus aridus là một loài tò vò trong họ Ichneumonidae.